# 寂寞寂寞就好
《寂寞寂寞就好》是台灣歌手田馥甄於2010年8月27日發行的歌曲。该曲MV於2013年1月21日在YouTube網站上點閱數突破一千萬人次，也使得田馥甄成為首位擁有2支以上MV在YouTube網站上點閱數破一千萬人次的華人歌手。

## 製作
《寂寞寂寞就好》由施人誠和楊子樸作詞跟作曲、鍾興民編曲、呂禎晃和郭文宗製作、徐筠軒導演拍攝MV。

## 獲獎
《寂寞寂寞就好》獲得第22屆金曲獎最佳音樂錄影帶獎。

## 外部連結
- 田馥甄 Hebe Tien 寂寞寂寞就好 Leave Me Alone Official MV （页面存档备份，存于）